# Souveraineté du Canada

Emplacement du Canada.

La souveraineté du Canada y est une question culturelle majeure. Plusieurs questions définissent actuellement la souveraineté canadienne : la monarchie canadienne, l'autonomie des provinces et territoires, les télécommunications, et la frontière arctique du Canada.
Le Canada est un royaume du Commonwealth et a par conséquent le roi Charles III comme chef d'État. Si le souverain possède plusieurs pouvoirs personnels, la plupart des devoirs royaux sont cependant effectués par le gouverneur général du Canada, représentant de la monarchie ; ainsi, ce dernier est parfois perçu comme le chef d'État de facto. Dans chaque province, le roi ou la reine est représenté par un lieutenant-gouverneur. Le Canada étant un État fédéral, la grande autonomie détenue par ses provinces et territoires est également important pour sa souveraineté, le Québec ayant notamment refusé deux fois par vote la sécession.
Selon la Loi sur les télécommunications de 1993, les opérateurs de télécommunications doivent être nationaux.
Le dernier problème de souveraineté en date concerne la fonte des glaces dans le Nord du pays, causant des conflits avec plusieurs autres États quant à la possession de certains zones arctiques riches en pétrole.
Le Conseil exécutif de la Saskatchewan a déposé le projet de loi Saskatchewan First au Parlement provincial le 1er novembre 2022, dans le but de « confirmer l'autonomie souveraine de la Saskatchewan ». La procureure générale et ministre de la Justice, Bronwyn Eyre, a affirmé que la loi « contribuerait à protéger notre croissance économique et notre prospérité des politiques fédérales intrusives qui empiètent sur notre souveraineté législative ». 
L'Assemblée législative de l'Alberta a adopté, le 15 décembre 2022, la Loi sur la souveraineté de l'Alberta au sein d'un Canada uni. Le Conseil exécutif affirme que cette loi doit donner à l'Alberta « un cadre législatif démocratique pour défendre la division des pouvoirs fédéraux-provinciaux tout en respectant la Constitution canadienne et les tribunaux ». Ce cadre ne sera utilisé que lorsque l'Assemblée législative adoptera une motion identifiant un programme ou une loi fédérale spécifique comme inconstitutionnel ou portant préjudice aux Albertains. Le Cabinet admet qu'il se conformera aux décisions des tribunaux si la réponse susmentionnée est contestée avec succès. 
En décembre 2024, le président américain Donald Trump, et ses partisans ont commencé à exprimer leur soutien à l'annexion du Canada aux États-Unis d'Amérique en tant que 51e État. Cela faisait suite à des mois de menaces tarifaires sur les produits canadiens et à de nouvelles demandes de Donald Trump, pour que le Canada augmente ses dépenses militaires, et accorde la priorité, à la sécurité des frontières.